# Duerna

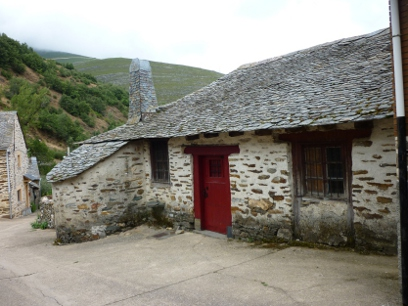
Haus im Dorf Pobladura de la Sierra

Der Río Duerna ist ein rund 54 Kilometer langer Nebenfluss des Río Tuerto in der spanischen Provinz León in der Autonomen Region Kastilien-León.
Er ist der wichtigste Fluss der Comarca Maragatería und gehört zum Flusssystem (cuenca) des Duero.

## Verlauf
Der Río Duerna entspringt – je nach verfügbaren Regen- oder Schmelzwassermengen – aus mehreren Quellbächen in einer Höhe von etwa 1300 bis 1400 m – auf dem Gebiet der Gemeinde Lucillo an der Ostflanke der Montes de León und fließt zunächst in südöstliche, später dann in östliche Richtung. Ungefähr einen Kilometer nördlich des Ortes La Bañesa mündet er in den Río Tuerto, der seinerseits nur etwa zweieinhalb Kilometer weiter südöstlich in den Río Órbigo mündet.

## Orte am Fluss
- Pobladura de la Sierra
- Molinaferrera
- Priaranza de la Valduerna
- Castrillo de la Valduerna
- Villamontán de la Valduerna

## Nebenflüsse
- Río Casas del Cabrito

## Sehenswürdigkeiten
Vor allem der Oberlauf des Flusses ist landschaftlich durchaus reizvoll und bei Anglern beliebt; die Gemeinden und Dörfer an seinen Ufern bieten Ferienwohnungen (casas rurales) zur Vermietung an. Viele Dörfer der Comarca Maragatería haben noch altes Straßenpflaster sowie aus Bruchsteinen gemauerte Häuser und Kirchen.